# Linnea Dale
Linnea Dale (Tinn, 22 aprile 1991) è una cantante norvegese.
Nel 2007 partecipa alla quinta stagione del programma Norvegian Idol. Esordisce nel 2009, collaborando con il gruppo Donkeyboy nell'album d'esordio del gruppo Caught in a Life, partecipando a tre canzoni nel disco che raggiunge la prima posizione in Norvegia. Il 27 gennaio 2012, pubblica l'EP Children of the Sun per la divisione norvegese della Warner. Nell'aprile dello stesso anno, pubblica Lemoyne Street, il suo primo album in studio distribuito dalla Warner. Due anni dopo esce Good Goodbyes, secondo album in studio di Dale prodotto da Paul Waaktaar-Savoy per la Warner.

## Discografia
Album in studio
- 2012 - Lemoyne Street
- 2014 - Good Goodbyes
- 2018 - Wait for the morning (Aftertouch Records)

EP
- 2012 - Children of the Sun

Singoli
- 2012 - And the sun comes up
- 2014 - High Hopes
- 2018 - Favourite mistakes
- 2018 - Like a bullet
- 2020 - Out of Heaven